# فريدرش فيلهلم الأول ملك بروسيا
فريدريش فيلهلم الأول (Friedrich Wilhelm I؛ برلين، 14 أغسطس 1688 - برلين، 31 مايو 1740) الملك في بروسيا وناخب براندنبورغ (باسم فريدرخ فيلهلم الثاني) من سنة 1713 حتى وفاته. وكان في اتحاد شخصي مع الأمير الحاكم لإمارة نيوشاتل.
اكتسبت الملك سمعة بولعه بالعروض العسكرية، قاده إلى جهوده الخاصة لتعيين أطول رجال تمكن من إيجادهم في أنحاء أوروبا في فوج خاص أُطلق عليه اسم عمالقة بوتسدام. لُقـّب بالملك الجندي.

## حكمه
وُلد في برلين إبناً لفريدرخ الأول ملك في بروسيا وصوفي شارلوت الهانوفرية. كان والده قد تمكن من اكتساب لقب الملك لمرغريفات براندنبورغ. فعل فريدرخ فيلهلم خلال فترة حكمه الخاص الكثير لمركزة وتحسين بروسيا. استبدل الخدمة العسكرية الإلزامية بين الطبقة الوسطى بضريبة سنوية، أنشأ مدارس ابتدائية، وأعاد توطين بروسيا الشرقية (كانت وباء الطاعون قد دمرها سنة 1709).
شجع الملك الزراعة، واستصلح المستنقعات، وخزن الحبوب في السراء وباعها في الأوقات العصيبة. أملى دليل اللوائح التنفيذية لموظفي الدولة، وقد احتوى على 35 فصلا و297 فقرة يجد فيها كل موظف عام في بروسيا شرح مهامه بالتحديد: فمثلا الوزير أو عضو المجلس الذي يفشل في حضور اجتماع لجنة، سيخسر راتب ستة أشهر، وإن تغيب هو نفسه مرة ثانية، سيتم تسريحه من الخدمة الملكية.
باختصار، اهتم فريدرخ فيلهلم الأول بنفسه بكل النواحي المتعلقة ببلاده صغيرة نسبياً، وخطط لتلبية كل احتياجات بروسيا للدفاع عن نفسها. كان حكمه مطلقاً وكان مستبداً ثابتاً. مارس اقتصاداً جامداً، لم يبادر أبداً لشن حرب، وعند وفاته كان هنالك فائض كبير في الخزانة الملكية (كانت محفوظة في قبو القصر الملكي). تدخل لفترة وجيزة في حرب الشمال العظمى لكنه كسب أراضي صغيرة. نـُسبت إليه أحياناً مقولة «القلم أقوى من السيف». (انظر أيضا: «الفضائل البروسية».)

## الدفن وإعادة الدفن
توفي فريدرخ فيلهلم سنة 1740عن عمرٍ يناهز 51 عاماً ودُفن في كنيسة الحامية في بوتسدام. أمر هتلر خلال الحرب العالمية الثانية بإخفاء توابيت فريدرخ فيلهلم، وفريدرخ العظيم وباول فون هيندنبورغ لحمايتها من قوات الحلفاء المتقدمة، أولا إلى برلين ثم إلى منجم ملح خارج بلدة برنروده. اكتشفت قوات الاحتلال الأمريكية في وقت لاحق التوابيت، وأعادوا دفن الجثث في كنيسة إليزابت في ماربورغ سنة 1946. في عام 1953 تم نقل التابوت إلى قلعة هوهنتسولرن، حيث بقي هناك حتى عام 1991، حين وُضع أخيراً للراحة على درج المذبح في ضريح كايزر فريدرخ في كنيسة السلام على أرض قصر زانزوتشي. انهار تابوت الرخام الأسود الأصلي في قلعة هوهنتسولرن- والحالي هو نسخة نحاسية.

## العلاقة مع فريدرخ الثاني
وُلد أكبر أبناءه ممن ظلوا على قيد الحياة فريدرخ الثاني (فريتس) سنة 1712. أراد فريدرخ فيلهلم له أن يصبح جندياً مرموقاً. وهو طفل صغير كان يُـقظ فريتس كل صباح بإطلاقة مدفع. في سن السادسة كانت له فوجه الخاص من الأطفال للتدريب كمستجدين، وبعد ذلك بعام، أُعطي ترسانة مصغرة. تعرض فريتس للضرب لفقده حصان جامح الخيل ولارتداءه قفازات في الطقس البارد. كثيرا ما أساء فريدرخ فيلهلم معاملة فريتس (كان يفضل أخاه أوغست فيلهلم الأصغر سناً). بعدها حاول الأمير الفرار إلى إنجلترا مع معلمه هانس هرمان فون كاته، فأعدم الوالد فون كاته أمام عيني الأمير، الذي حوكم هو نفسه عسكرياً. وأعلنت المحكمة عدم اختصاصها في هذه القضية. من غير الواضح ما إذا كان الملك ينوي إعدام ابنه أيضاً (كما يدعي فولتير). إلا أن الإمبراطور الروماني المقدس شارل السادس تدخل مدعياً أن الأمير لا يمكن أن يـُحاكم إلا أمام المجلس الإمبراطوي نفسه. وقد سـُجن فريدرخ في حصن كوسترين من 2 سبتمبر إلى 19 نوفمبر سنة 1731 ونـُـفي من البلاط حتى فبراير 1732.

## الزواج والعائلة
تزوج فريدرخ فيلهلم من ابنه خاله صوفي دوروتيا هانوفر، الشقيقة الصغرى لجورج الثاني ملك بريطانيا العظمى (إبنا خاله جورج الأول ملك بريطانيا العظمى وصوفيا دوروثيا تسيليه) يوم 28 نوفمبر 1706. ورُزقا ب14 إبناً:

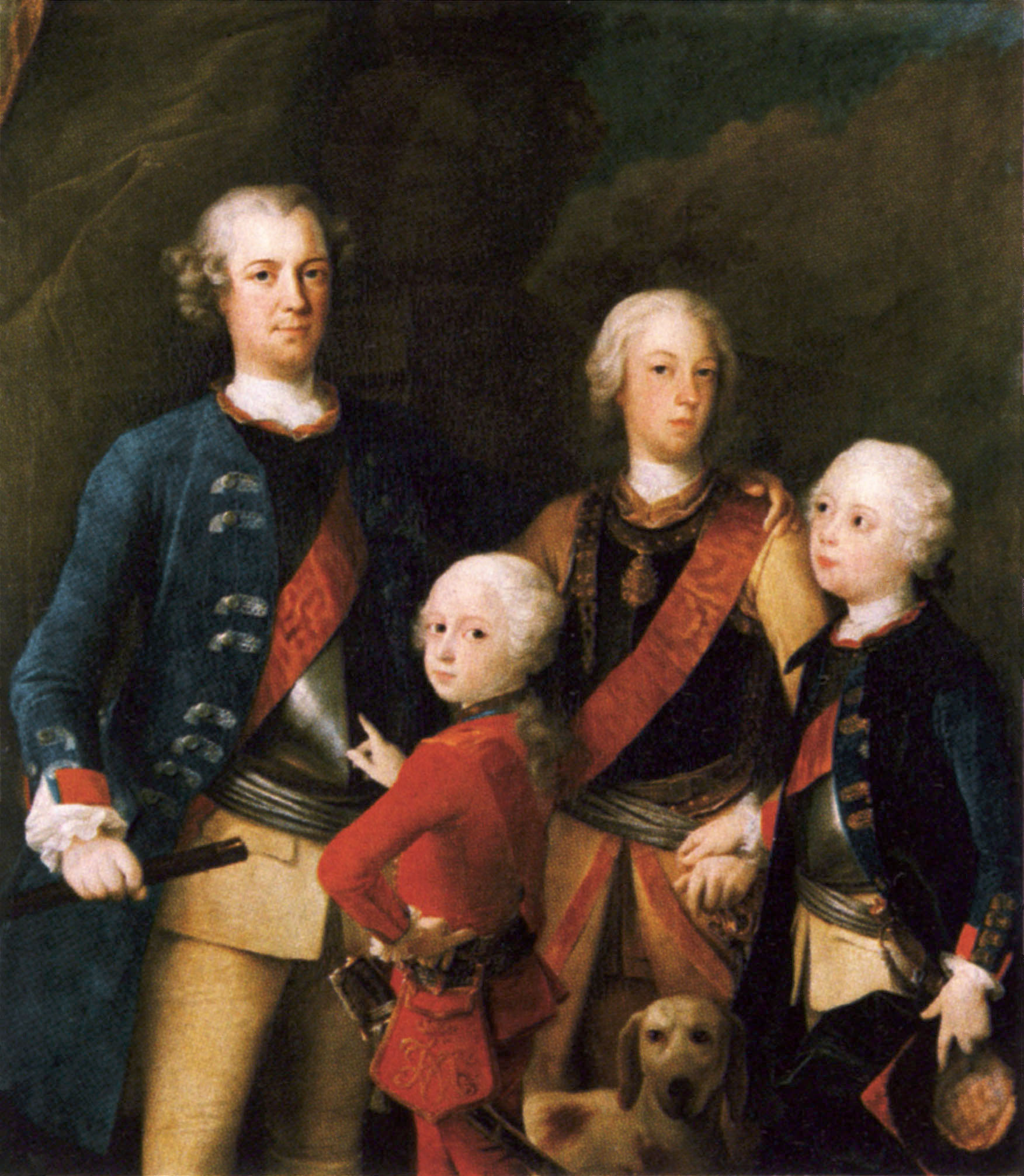
أبناء فريدرخ فيلهلم الأول صوفي دوروتيا، 1737

كان عراباً لممثل الدولة البروسي فريدرش فيلهلم فون توليمير وقريبه الأمير إدوارد، دوق يورك.

## الألقاب منذ الولادة
- صاحب السمو الأميري أمير براندنبورغ الناخب
- صاحب السمو الملكي ولي العهد في بروسيا
- صاحب الجلالة الملك في بروسيا

## وصلات خارجية
- فريدرش فيلهلم الأول ملك بروسيا على موقع الموسوعة البريطانية (الإنجليزية)

- سيرة فريدرخ فيلهلم الأول